# برايان هولمان
برايان فرنسيس (بالإنجليزية: Brian Holman)‏ هو لاعب كرة قاعدة أمريكي، ولد في 25 يناير 1965 في دنفر في الولايات المتحدة.

## وصلات خارجية
- برايان هولمان على موقعبيزبول رفرنس.كوم (الدوري الرئيسي) (الإنجليزية)
- برايان هولمان على موقعبيزبول رفرنس.كوم (الدوري الثانوي) (الإنجليزية)
- برايان هولمان على موقع مشجعي الرسوم البيانية (الإنجليزية)